# Minicia gomerae
Minicia gomerae is een spinnensoort in de taxonomische indeling van de hangmatspinnen (Linyphiidae).
Het dier behoort tot het geslacht Minicia. De wetenschappelijke naam van de soort werd voor het eerst geldig gepubliceerd in 1975 door Joachim Schmidt.